# Sierpień 2009

## 30 sierpnia2009
- Debiutująca na LPGA Tour M.J. Hur z Korei Południowej pokonała po dwóch dołkach dogrywki Suzann Pettersen z Norwegii oraz Amerykankę Michele Redman i została mistrzynią 38. edycji turnieju golfowego Safeway Classic. (USA Today)
- W Gabonie rozpoczęły się wybory prezydenckie[1].
- W Japonii rozpoczęły się wybory parlamentarne[2].
- W Radomiu na Air-Show spadł myśliwiec Su-27[3]

## 29 sierpnia2009
- Ks. Andrzej Czaja został nowym biskupem opolskim[4].

- Wahadłowiec kosmiczny Discovery rozpoczął misję STS-128.

## 28 sierpnia2009
- Mihai Ghimpu został wybrany na przewodniczącego Parlamentu Mołdawii[5].
- W budynku Światowego Centrum Finansowego w Szanghaju otwarto najwyższą na świecie platformę widokową[6].
- W Indonezji wystąpiło trzęsienie ziemi o sile 6,8 stopni w skali Richtera[7].

## 27 sierpnia2009
- Pod dymisji przez Micheila Saakaszwilego Wasila Sicharulidzego, nowym ministrem obrony Gruzji został Baczo Achalaja[8].
- Co najmniej 18 osób zginęło w wyniku zamachu samobójczego w Pakistanie[9].
- W wieku 97 lat zmarł pisarz i poeta Siergiej Michałkow[10].

## 26 sierpnia2009
- Na raka pęcherza moczowego w wieku 83 lat zmarł pisarz i dziennikarz Dominick Dunne[11].
- Rząd Mołdawii podał się do dymisji[12].
- Instytut Pamięci Narodowej oszacował, iż w wyniku okupacji niemieckiej podczas II wojny światowej zginęło od 5470 tys. do 5670 tys. polskich obywateli[13].

## 25 sierpnia2009
- Arkadiusz Pawełczyk, zastępca komendanta głównego policji, podał się do dymisji[14].
- 36 osób zginęło, a 64 zostały ranne w wyniku zamachu w Kandaharze[15].
- Roman Polański został laureatem Nagrody Filmowej za życiowy dorobek artystyczny podczas Festiwalu Filmowego i Telewizyjnego w Kolonii[16].
- Korea Południowa wystrzeliła pierwszą rakietę z satelitą badawczą[17].

## 23 sierpnia2009
- Po raz ósmy w historii drużyna USA wygrała rozgrywki Solheim Cup pokonując reprezentację Europy w stosunku 16 do 12 punktów[18].

## 22 sierpnia2009
- Na mistrzostwach świata w lekkoatletyce Anita Włodarczyk ustanowiła nowy rekord świata w rzucie młotem, osiągając odległość 77,96 m[19].

## 20 sierpnia2009
- W Afganistanie rozpoczęły się wybory prezydenckie[20].
- Na mistrzostwach świata w lekkoatletyce Usain Bolt ustanowił nowy rekord świata w biegu na 200 metrów osiągając czas 19,19 s[21].

## 19 sierpnia2009
- W serii zamachów bombowych w Bagdadzie zginęło co najmniej 95 osób[22].
- Na mistrzostwach świata w lekkoatletyce Piotr Małachowski zdobył srebrny medal w rzucie dyskiem i ustanowił nowy rekord Polski, osiągając odległość 69,15 metrów[23].

## 17 sierpnia2009
- 49 osób zginęło, a 28 uznano za zaginione po wybuchu w Sajano-Suszeńskiej Elektrowni Wodnej na Jeniseju w Sajanogorsku[24].
- Anna Rogowska zdobyła złoty, a Monika Pyrek srebrny medal w skoku o tyczce na mistrzostwach świata w Berlinie[25].

## 16 sierpnia2009
- Na mistrzostwach świata w lekkoatletyce Usain Bolt ustanowił nowy rekord świata w biegu na 100 m, osiągając czas 9,58 s[26].

## 15 sierpnia2009
- Tomasz Majewski (AZS AWF Warszawa) wynikiem 21,91 m zdobył w Berlinie srebrny medal w pchnięciu kulą na mistrzostwach świata w lekkoatletyce[27].

## 13 sierpnia2009
- Wynalazca gitary elektrycznej zbudowanej z litego drewna, bez pudła rezonansowego oraz współtwórca legendarnej gitary Gibson Les Paul, jazzowy gitarzysta Les Paul, zmarł w wieku 94 lat na skutek powikłań po zapaleniu płuc[28].

## 12 sierpnia2009
- Grupa brytyjskich astronomów z Keele University w Staffordshire poinformowała o odkryciu gwiazdy WASP-17 oraz nietypowej planety pozasłonecznej WASP-17 b[29].

## 11 sierpnia2009
- W Afganistanie zginął kolejny polski żołnierz, kapitan Daniel Ambroziński[30].

## 10 sierpnia2009
- W katastrofie górniczej na Słowacji zginęło 20 górników[31].
- W wieku 27 lat na atak serca zmarł Daniel Jarque[32].
- Co najmniej 34 osoby zginęły w wyniku przejścia tajfunu Morakot nad Filipinami i Tajwanem[33].
- W Witten zmarł niemiecki chirurg polskiego pochodzenia, Waldemar Kozuschek.

## 5 sierpnia2009
- Muhammad uld Abd al-Aziz objął stanowisko prezydenta Mauretanii[34].

## 2 sierpnia2009
- Catriona Matthew jako pierwsza Szkotka w historii triumfowała w wielkoszlemowym turnieju golfowym Women’s British Open[35].

## 1 sierpnia2009
- W wieku 76 lat zmarła Corazon Aquino, była prezydent Filipin[36].